# Manjung City FC
Der Manjung City Football Club ist ein Fußballverein aus dem Manjung District, Perak. Aktuell spielt die Fußballmannschaft in der zweithöchsten Liga des Landes, der Malaysia M3 League. Die Mannschaft ist auch unter dem Namen The Ocean Rage bekannt.
Der Verein wurde 2013 als Puchong Fuerza FC gegründet. 2020 wurde er in Manjung City FC umbenannt.

## Erfolge
- Puchong Community League: 2018
- Selangor Champions League: 2018

## Stadion
Seine Heimspiele trägt der Verein im Manjung Municipal Council Stadium (Stadium Majlis Perbandaran Manjung), auch bekannt als Manjung Stadium, in Seri Manjung, Perak, aus. Das Stadion hat ein Fassungsvermögen von 15.000 Personen.
Koordinaten: 4° 11′ 40,2″ N, 100° 39′ 54,8″ O

## Spieler
Stand: August 2020
| Nr. |          | Position | Name                     |
| --- | -------- | -------- | ------------------------ |
| 1   | Malaysia | TW       | Firdaus Suhaimi          |
| 2   | Malaysia | AB       | Farris Ariffin           |
| 4   | Malaysia | MF       | Sasikumar Chanteran      |
| 5   | Malaysia | AB       | Yogalingam Morugan       |
| 7   | Malaysia | ST       | Syafiq Rizuan            |
| 8   | Malaysia | ST       | Muazzim Khalil           |
| 9   | Malaysia | ST       | Saifuddin Khairil Annuar |
| 10  | Malaysia | MF       | Sharanraj a/l Manoharan  |
| 11  | Malaysia | MF       | Shahrul Naim             |
| 12  | Malaysia | ST       | Wan Izzat Wan Zaidi      |
| 13  | Malaysia | AB       | Syamin Baharuddin        |
| 14  | Malaysia | AB       | Faizzwan Dorahim         |
| 15  | Malaysia | AB       | Hazim Osman              |

| Nr. |          | Position | Name                             |
| --- | -------- | -------- | -------------------------------- |
| 16  | Malaysia | AB       | Naqiuddin Ahmad Kamal            |
| 17  | Malaysia | AB       | Sabir Salim                      |
| 18  | Malaysia | ST       | Alif Rieza Naharuddin            |
| 19  | Malaysia | ST       | Alif Asyraaf Adanan              |
| 20  | Malaysia | AB       | Syazmeer Zamri                   |
| 21  | Malaysia | TW       | Amirul Aiman Amran               |
| 22  | Malaysia | MF       | Iskandar Ahmad Nazari            |
| 24  | Malaysia | ST       | Firdaus Anor Bashah              |
| 25  | Malaysia | MF       | Nazri Kamal (Mannschaftskapitän) |
| 26  | Malaysia | AB       | Al-Fateh Afandi                  |
| 28  | Malaysia | ST       | Asyraaf Mat Pushni               |
| 29  | Malaysia | ST       | Sobri Hasri                      |
| 30  | Malaysia | TW       | Muizzuddin Zamri                 |

## Saisonplatzierung
| Saison | Līga               | Platz | FA Cup   |
| ------ | ------------------ | ----- | -------- |
| 2019   | Malaysia M3 League | 4.    | Vorrunde |
| 2020   | Malaysia M3 League |       | Vorrunde |
| 2021   | Malaysia M3 League |       |          |

Die Saison 2020 wurde wegen der COVID-19-Pandemie abgebrochen.